# Miltenberg járás
Miltenberg járás egy járás Bajorországban. Miltenberg járás Main-Spessart, Aschaffenburg, Aschaffenburg, Neckar-Odenwald, Odenwald, Darmstadt-Dieburg és Main-Tauber járásokkal határos. Lakosainak száma 128 484 fő (2017. december 31.).

## Népesség
A járás népessége az elmúlt években az alábbi módon változott:
| Lakosok száma | 107 978 | 114 255 | 127 944 | 127 909 | 127 941 | 128 446 | 128 543 | 128 484 |
|               | 1970    | 1987    | 2012    | 2013    | 2014    | 2015    | 2016    | 2017    |